# Largitzen
Largitzen je občina v departmaju Haut-Rhin francoske regije Alzacija.
Leta 1990 je v občini živelo 264 oseb oz. 47 oseb/km².